# 奇跡の2000マイル
『奇跡の2000マイル』（原題:Tracks）は2013年にオーストラリアで製作されたドラマ映画である。監督はジョン・カラン、主演はミア・ワシコウスカが務める。本作の原作となったのはロビン・デヴィッドソンの自伝『Tracks』である。
本作は2013年9月に開催された第38回トロント国際映画祭のスペシャル・プレゼンテーション部門と第70回ヴェネツィア国際映画祭のコンペティション部門に出品された。

## あらすじ
1977年、ロビン・デヴィッドソンは一匹の犬と4頭のラクダを連れて、アリススプリングスからインド洋に向かってオーストラリアの砂漠地帯を踏破した。その距離は2700km（1700マイル）だった。ロビンの旅をナショナルジオグラフィック協会のカメラマン、リック・スモランが描き出していく。

## キャスト
- ミア・ワシコウスカ - ロビン・デヴィッドソン
- アダム・ドライバー - リック・スモラン
- ロリー・ミントゥマ - ミスター・エディー
- ブレンダン・マクリーン - ピーター
- ライナー・ボック - カート
- ジェシカ・トヴェイ - ジェニー
- エマ・ブース - マーグ

## 製作
ロビン・デヴィッドソンの自伝の映画化は本作以前にも5回試みられた。1993年にはジュリア・ロバーツがキャラヴァン・ピクチャーズに映画化を持ち掛けたが、製作には至らなかった。
2012年5月、シーソー・フィルムズがジョン・カランを監督に、ミア・ワシコウスカを主演に迎えて『Tracks』を映画化すると報じられた。同年8月には、アダム・ドライバーがリック・スモランを演じることが決まった。
1200万ドルの製作費のもと、本作の撮影は2012年10月8日から開始され、南オーストラリア州やノーザンテリトリーで撮影が行われた。

## ホームメディア
本作のDVD、ブルーレイはアメリカ合衆国において、2015年2月24日に発売された。

## 興行収入
2014年9月19日、本作は北米4館で限定公開され、2万1544ドルを稼ぎ出し、週末興行収入ランキング初登場62位となった。北米では、最終的に67館まで公開規模が拡大され、51万7ドルを稼ぎ出した。
全世界合計で480万ドル余りを稼ぎ出したが、制作費1200万ドルの回収には至らなかった。

## 評価
本作は批評家から高い評価を受けている。映画批評集積サイトのRotten Tomatoesには111件のレビューがあり、批評家支持率は81%、平均点は10点満点で7点となっている。サイト側による批評家の意見の要約は「『奇跡の2000マイル』には興奮が欠けているが、豪華な撮影とミア・ワシコウスカの秀逸な演技がそれを上回る価値を出している。」となっている。また、Metacriticには34件のレビューがあり、加重平均値は78/100となっている。
本作は第4回オーストラリア映画テレビ芸術アカデミー賞で作品賞、主演女優賞、衣装デザイン賞、撮影賞にノミネートされたが、いずれも受賞を逃した。 